# Никитино (Островский район)
Никитино — деревня в Шиковской волости Островского района Псковской области.
Расположена в 52 км к востоку от города Острова и в 8 км к юго-востоку от волостного центра, деревни Шики.
Численность населения деревни по состоянию на 2000 год составляла 6 человек.